# Nová Vieska
Nová Vieska (Hongaars:Kisújfalu) is een Slowaakse gemeente in de regio Nitra, en maakt deel uit van het district Nové Zámky.
Nová Vieska telt 793 inwoners.